# Andrzej (Trembelas)
Andrzej, imię świeckie Andreas Trembelas (ur. 1939 w Patras, zm. 5 kwietnia 2025 w Janinie) – grecki duchowny Greckiego Kościoła Prawosławnego, w latach 1995–2025 metropolita Drinupolis, Pogoni i Konitsy.

## Życiorys
Ukończył studia na wydziale teologicznym Uniwersytetu Narodowego w Atenach. Święcenia diakonatu przyjął w 1968, a prezbiteratu w 1969. Chirotonię biskupią otrzymał 28 stycznia 1995.